# شبح يوتيه
شبح يوتيه هي لعبة أكشن ومغامرات قادمة من تطوير سكر بنش برودكشنز ونشر سوني إنتراكتيف إنترتينمنت. إنها تكملة للعبة شبح تسوشيما لعام 2020. ومن المقرر إصدارها في 2 أكتوبر 2025 على بلاي ستيشن 5، وستدعم اللغة العربية.
تدور أحداث اللعبة حول جبل يوتي خلال عام 1603، حيث يلعب اللاعبون بشخصية أتسو، وهي ساموراي أنثى تتبنى شخصية "الشبح".

## تطوير
استوحيت أجواء اللعبه من الزيارات المتعددة التي قامت بها سكر بنش برودكشنز إلى شمال اليابان. وقد أذهل جمال جبل يوتي المخرج الإبداعي جيسون كونيل، فحدق فيه لساعات. كما سجل فريق التطوير أصوات الطبيعة في منتزه شيريتوكو الوطني.

## الإصدار
تم الكشف عن اللعبة خلال البث المباشر بحلقة "ستات اوف بلاي" التي بثت في 24 سبتمبر 2024.

## روابط خارجية
- شبح يوتيه على موقع IMDb (الإنجليزية)